# Манн, Майкл (социолог)
Майкл Манн (англ. Michael Mann; род. 18 мая 1942 года, Манчестер, Англия) — британский и американский социолог, специалист по исторической макросоциологии, представитель неовеберианской школы социально-политических исследований, профессор-эмерит в Калифорнийского университета в Лос-Анджелесе, почётный профессор Кембриджского университета с 2010 года, член-корреспондент Британской академии (2015).

## Биография
В 1964 году получил диплом Оксфордского университета в области государственного и социального управления (англ. Diploma in Public & Social Administration), годом ранее там же он получил степень бакалавра современной истории, а в 1971 году — докторскую степень по социологии (англ. D. Phil. in Sociology).
В 1984 году опубликовал одну из ключевых своих работ - «Автономная власть государства: истоки, механизмы и результаты» (англ. The Autonomous Power of the State), где рассматривает природу деспотической и инфраструктурной власти современного государства.
В последующем работает над снискавшим ему общемировую известность четырёхтомником «Источники социальной власти» (англ. The Sources of Social Power; первый том вышел в 1986 году (в нем «блестяще анализируется» историческая логика ранних цивилизаций, — отмечал Георгий Дерлугьян), второй и третий — в 1993-м, четвёртый — в 2012 году, в издательстве Cambridge University Press). В 2003 году выходит книга «Некогерентная империя» (англ. Incoheret Empire Introduction), где он подвергает критическому анализу внешнеполитический курс США, усматривая в нём неуклюжую попытку восстановления неоимпериализма.
Как отмечается, М. Манн согласен с Валлерстайном в том, что «американская гегемония закончится рано или поздно в этой половине столетия, и ее финал едва ли будет величественным». 
Имеет двойное гражданство: британское и американское; профессор-эмерит социологии в Калифорнийского университета в Лос-Анджелесе.

## Концепция автономной власти государства
Базис идей Майкла Манна строится на попытке преодоления классических теорий государства (марксистской, либеральной и функционалистской), которые, по его мнению, несмотря на разность подходов, обретают общность в редукции государства к месту, арене борьбы классов или заинтересованных групп. Реабилитируя пространство автономии государственной власти, Манн находит его в соотношении внутриполитического, экономического/идеологического, милитаристского и геополитического измерений.
В логике своих рассуждений Манн следует за немецким историком Отто Хинце, развивая далее его идею двухмерности государства по отношению к структуре социальных классов (групп), а также создаваемого самим государством внешнего заказа. На стыке этих отношений и формируется пространство автономии государственной власти, как самостоятельного актора общественных процессов.
Майкл Манн пишет по этому поводу: «поскольку государства реагируют на воздействие двух типов лоббистских и групповых интересов, это позволяет создать определённое „пространство“ в котором государственная элита, играя с классами против военных фракций и других государств, бронирует место для собственной автономной власти. Сопоставление двух типов даёт нам элементарный отсчёт автономии государственной власти».

## Природа деспотической и инфраструктурной власти государства
Следующая доминанта концепции Манна относится к определению двух смысловых типов государственной власти. Первый — деспотический, под которым понимается неограниченная, основанная на теории божественного происхождения власть. В качестве иллюстрирующей метафоры Майкл Манн приводит образ Червонной Королевы, персонажа кэролловской «Алисы в стране чудес», прихоть которой могла стоить головы любому из её подданных.
Но есть и второй смысл — инфраструктурное государство, проникающее сквозь структуру общественных отношений и создающее необходимые логистические связи для реализации и распространения собственных политических решений. По словам Майкла Манна:

«инфраструктурная власть — это институциональная возможность централизованного государства, деспотического или нет, реализовывать свои решения в пределах собственного пространства. Это коллективная власть, „власть сквозь“ общество, координирующее общественную жизнь через государственную инфраструктуру. Государство определяется как совокупность центральных и радиальных институтов, проникающих через его территорию».
Деспотическая власть государства, и Манн это подчёркивает, редко проявляет способность держаться сколь угодно долгое время. Её успехи сомнительны, поскольку испытывается недостаток эффективных логистических структур для проникновения и координирования общественных процессов.

## Постоянные типы (функции) государственных действий по Майклу Манну
В своей работе «Автономная власть государства» Майкл Манн отдельно останавливается на определении четырёх постоянных типов (функций) государственных действий:
1. Обслуживание внутреннего заказа, расцениваемое как реализация стратегии «всеобщего блага» либо как защита большинства от произвольной узурпации со стороны влиятельных социально-экономических групп (кроме тех, которые идентифицируются с государством);
2. Военная защита или осуществление милитаристской агрессии;
3. Обслуживание коммуникационных инфраструктур. Помимо транспортных систем к ним относится почтовая связь, единая чеканка и метрология;
4. Экономическое перераспределение благ, рассматриваемое в качестве авторитетного распределения недостаточных материальных ресурсов между различными социальными, возрастными группами, полами, территориями и т. д. В процесс перераспределения вовлекаются и особые экономически слабые группы, поддержка которых, таким образом, обеспечивается государством[7].

Приведённые задачи необходимы, как для общества, в целом, так и для заинтересованных групп внутри него. В ходе установления функциональных связей, при осуществлении каждой из задач, государство входит в систему отношений с различными, иногда даже сквозными группами. Данные отношения и рождают необходимое пространство маневрирования для государственной власти, которое она и использует в своих действиях.
Милитаристское измерение относится к числу ключевых детерминант в истории становления и развития государственной власти. В качестве иллюстрации Манн приводит пример с аграрными государствами, три четверти доходов которых направлялось на военные нужды. Таким образом, государства были похожи на производящие войну машины, а «военнослужащие заменили собой гражданских лиц».
Но всё же военная власть не может быть идентифицирована с государственной, прежде всего, из-за её неравномерного распространения по всей территории. Военная власть эффективна только будучи сконцентрированной в гарнизонах и вдоль коммуникаций, но её потенциал снижается в условиях сельскохозяйственной местности.
В рассуждениях о военной власти, Майкл Манн обозначает важную историческую тенденцию: усложнение, продолжительность и массовость войн приводят к новому типу военной организации, основанной на крупном военном бюджете, определении ресурсов для постоянного его возобновления, а также совершенствовании системы мобилизации. Нести бремя аккумуляции необходимых ресурсов оказалось под силу только территориально централизованному государству, что во многом и предопределило постепенное исчезновение мелких и слабых государственных образований.

## Издания в России
К 2017 году из всего массива монографий Майкла Манна на русский язык была переведена и издана (в августе 2016 года) только «Тёмная сторона демократии. Объяснение этнических чисток». Сама книга, в оригинале: «The Dark Side of Democracy: Explaining Ethnic Cleansing», впервые вышла в свет в 2005 году в издательстве Кембриджского университета «Cambridge University Press» (Великобритания). Вторая книга — «Власть в XXI столетии. Беседы с Джоном А. Холлом», изданная в 2014 году в НИУ ВШЭ, не является в чистом виде монографией Майкла Манна, а представляет собой книгу в жанре «table-talks» («книги-интервью»).
В 2018—2019 годы издательством РАНХиГС «Дело» были переведены и изданы все тома четырёхтомника «Источники социальной власти». В 2019 году фонд «Историческая память» издал русский перевод книги Манна «Фашисты».

## Избранные публикации
- Consciousness and Action Among the Western Working Class 1981. ISBN 0-391-02268-7
- The Autonomous Power of the State: Its Origins, Mechanisms and Results // European Journal of Sociology, 1984.
  - Автономная власть государства: истоки, механизмы и результаты // Неприкосновенный запас 2018, № 2
- The Sources of Social Power: Volume 1, A History of Power from the Beginning to AD 1760, Cambridge University Press, 1986. ISBN 0-521-30851-8.
- The Sources of Social Power: Volume 2, The Rise of Classes and Nation States 1760—1914, Cambridge University Press, 1993. ISBN 0-521-44015-7.
- Incoherent Empire, Verso, 2003. ISBN 1-85984-582-7.
- Fascists. Cambridge: Cambridge University Press, 2004. ISBN 0-521-53855-6.
  - Фашисты. Социология фашистских движений. / Под ред. А. Р. Дюкова. — М.: Пятый Рим; Фонд «Историческая память», 2019. — 592 с. — ISBN 978-5-9500938-6-9
- The Dark Side of Democracy: Explaining Ethnic Cleansing. Cambridge: Cambridge University Press, 2005. ISBN 978-0-521-53854-1.
  - Манн М. Тёмная сторона демократии. Объяснение этнических чисток. / Под ред. А. Р. Дюкова. — М.: Издательство «Пятый Рим»; Фонд «Историческая память», 2016. — ISBN 978-5-9907593-4-3.
- An anatomy of power: The social theory of Michael Mann. Cambridge, UK; New York: Cambridge University Press, 2006. ISBN 978-0-521-61518-1.
- Манн М. Власть в XXI столетии. Беседы с Джоном А. Холлом. — М.: Издательство «Высшая школа экономики», 2014. ISBN 978-5-7598-1210-4, 978-0-7456-5322-8.
- Есть ли будущее у капитализма? // И. Валлерстайн, Р. Коллинз, М. Манн, Г. Дерлугьян, К. Калхун. Сборник статей. — М.: Издательство Института Гайдара, 2015.
- Источники социальной власти = The Sources of Social Power. В 4 т. — М.: Издательский дом «Дело» РАНХиГС, 2018. — ISBN 978-5-7749-1273-5